# Apethymus
Apethymus is een geslacht van  echte bladwespen (familie Tenthredinidae).

## Soorten
- A. apicalis (Klug, 1818)
- A. cereus (Klug, 1818)
- A. cerris (Kollar, 1850)
- A. filiformis (Klug, 1818)
- A. parallelus (Eversmann, 1847)
- A. serotinus (O. F. Muller, 1776)
- A. ustus (Klug, 1818)